# مونتيس دي أورو (كانتون)

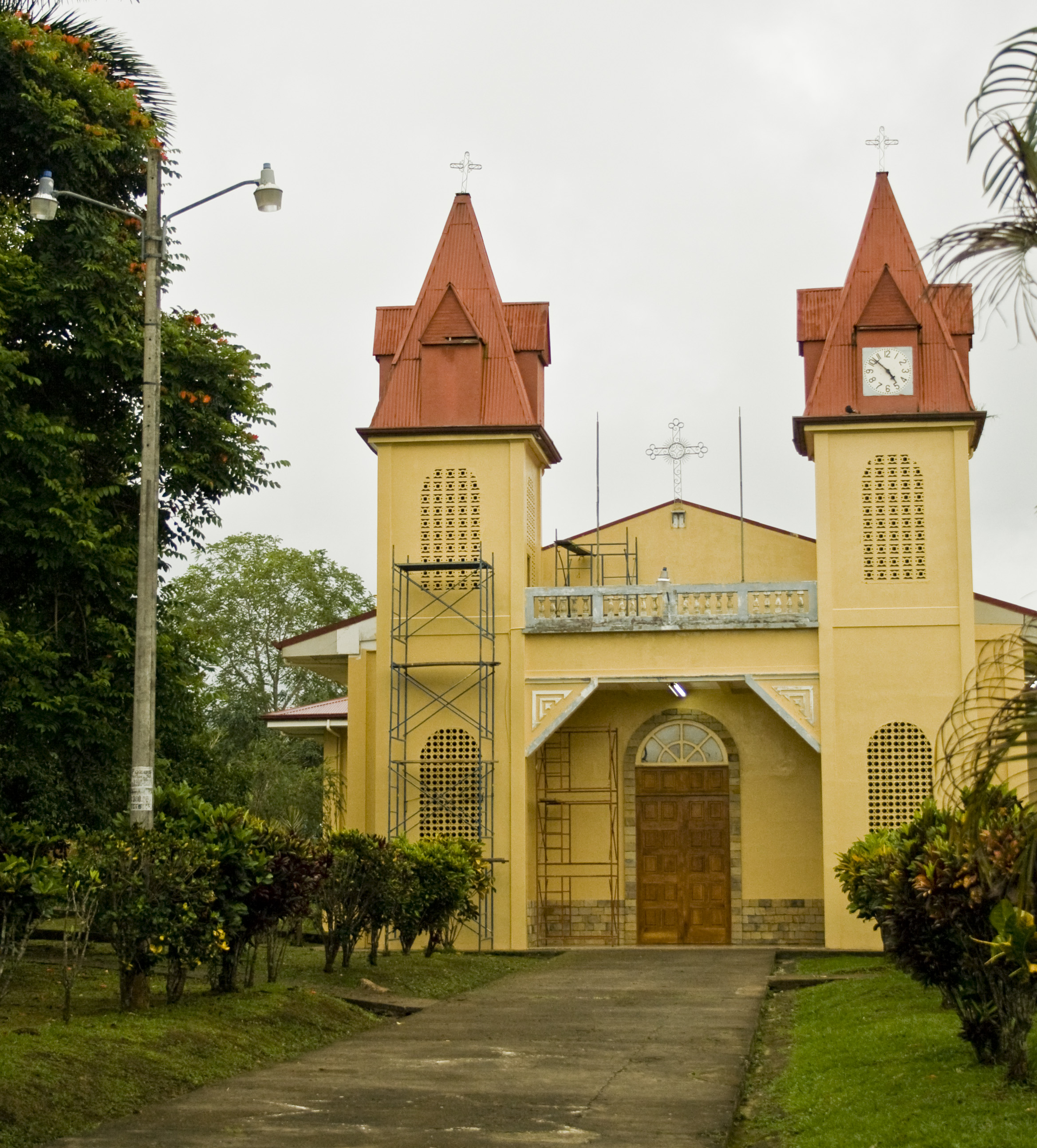

مونتيس دي أورو (بالإسبانية: Montes de Oro)‏ هو الكانتون الرابع في محافظة بونتاريناس في كوستاريكا. و يغطي الكانتون مساحة 244.76 كم مربع،
كما يقارب عدد سكانه 11,806 نسمة.
و تدعى مدينته الرئيسية بـميرامار.
يمتد الكانتون الجبلي في سلسلة جبال تيلاران شمال شرق مدينة بونتاريناس، يحده من الشمال نهر آرانخويس، و يشكل نهر سان ميغيل و تياسينتو حدوده الجنوبية.
تم تأسيس هذا الكانتون في 17 تموز 1915.

## المقاطعات
يتألف كانتون ماتينا من ثلاث مقاطعات و هي :
1. ميرانمار
2. لا أونيون
3. سان إيسيدرو